# André Schulze
André Schulze (Görlitz, Saxònia, 21 de novembre de 1974) va ser un ciclista alemany, professional del 2001 al 2013. Un cop retirat, s'ha dedicat a la direcció d'equips.

## Palmarès
- 2001
  - Vencedor de 2 etapes a la Bałtyk-Karkonosze Tour
- 2003
  - Vencedor d'una etapa al Circuit de les Ardenes
  - Vencedor d'una etapa a la Fletxa del sud
  - Vencedor d'una etapa a la Bałtyk-Karkonosze Tour
  - Vencedor de 3 etapes a la Volta a Brandenburg
- 2004
  - Vencedor de 3 etapes a la Volta a Grècia
  - Vencedor de 2 etapes a la Volta al Japó
  - Vencedor de 2 etapes a la Volta a Tunísia
  - Vencedor d'una etapa a la Volta al llac Qinghai
- 2005
  - Vencedor d'una etapa al Cinturó a Mallorca
  - Vencedor d'una etapa als Cinc anells de Moscou
- 2006
  - Vencedor d'una etapa a la Volta a Indonèsia
- 2007
  - Vencedor d'una etapa a la Volta a Baviera
  - Vencedor d'una etapa a la Volta al llac Qinghai
- 2008
  - Vencedor d'una etapa a la Szlakiem Grodów Piastowskich
  - Vencedor de 2 etapes a la Cursa de Solidarność i els Atletes Olímpics
- 2009
  - Vencedor d'una etapa a la Volta a Turquia
- 2010
  - 1r al Memorial Andrzej Trochanowski
  - Vencedor d'una etapa a la Szlakiem Grodów Piastowskich
  - Vencedor de 3 etapes a la Cursa de Solidarność i els Atletes Olímpics
- 2011
  - 1r al Memorial Andrzej Trochanowski
  - 1r a la Neuseen Classics – Rund um die Braunkohle
  - Vencedor d'una etapa a la Cursa de Solidarność i els Atletes Olímpics
  - Vencedor d'una etapa a la Dookoła Mazowsza
- 2012
  - 1r a la Neuseen Classics – Rund um die Braunkohle
  - Vencedor de 2 etapes a la Cursa de Solidarność i els Atletes Olímpics